# Fanny Cottençon
Fanny Cottençon est une actrice et productrice française née le 11 mai 1957 à Port-Gentil (Gabon).
En 1983, elle obtient le César de la meilleure actrice dans un second rôle pour son interprétation dans le film L'Étoile du Nord de Pierre Granier-Deferre. Depuis 2023, elle incarne Christine, aux côtés de Didier Bénureau, dans la série Scènes de ménages sur M6.

## Biographie

### Carrière
Fanny Cottençon suit les cours de Blanche Salant à l'Atelier international de théâtre.
Elle débute au théâtre en 1975 dans la pièce Le Légataire universel et joue notamment dans Les Monologues du vagin en 2000 et dans La Vérité de Florian Zeller au début des années 2010.
Au cinéma, le grand public la remarque dans les comédies de Francis Perrin (Le Roi des cons, Tête à claques, Tout le monde peut se tromper). En 1983, elle obtient le César de la meilleure actrice dans un second rôle pour sa prestation dans le drame L'Étoile du Nord de Pierre Granier-Deferre. Après plusieurs rôles dramatiques (À coups de crosse, Femmes de personne, etc.), elle revient à la comédie à succès. Elle joue notamment aux côtés de Roland Giraud dans Tant qu'il y aura des femmes, de Pierre Richard dans À gauche en sortant de l'ascenseur ou de Catherine Frot dans Ça reste entre nous.
De 1995 à 1999, elle joue dans la série télévisée de France 3 Anne Le Guen du nom du personnage qu'elle incarne, à savoir une conseillère municipale d'une petite ville de province. À la télévision encore, elle est dirigée par Richard Bohringer en 2003, dans l'adaptation du roman Poil de Carotte de Jules Renard. Elle joue dans des mini-séries telles que Trois femmes... un soir d'été et Mystère. Elle interprète l'épouse de François Berléand dans Le Gendre idéal et sa suite Le Gendre idéal 2 entre 2008 et 2010. De 2020 à 2022, elle la mère de Gil Alma et la maire de Strasbourg dans la série César Wagner sur France 2.
En janvier 2017, elle apparaît en heure de grande écoute dans Enfin à la montagne ! de la série Scènes de ménages sur M6. Elle y joue Agnès, avec pour mari Thierry Lhermitte dans le rôle de Christian, un riche promoteur immobilier ; le couple étant invité chez Liliane et José. 6 ans plus tard, elle revient dans la série sous le personnage de Christine et forme avec Didier Bénureau, qui incarne son mari Gilbert, un entrepreneur de transport routier, l'un des couples récurrents à partir du 23 janvier 2023.
Le 26 juin 2024, Didier Bénureau et elle, annoncent qu'ils quittent la série Scènes de ménages moins de deux ans après leur arrivée à cause d'emploi du temps incompatibles. Ils seront remplacés par un nouveau couple incarné par Élodie Poux et Majid Berhila début 2025.

### Prises de position
Elle co-signe en mai 2019, parmi 1 400 personnalités du monde de la culture, la tribune « Nous ne sommes pas dupes ! », publiée dans le journal Libération, pour soutenir le mouvement des Gilets jaunes et affirmant que « Les gilets jaunes, c'est nous ».

### Vie privée
Fanny Cottençon a été la compagne du réalisateur et comédien Roger Coggio, avec qui elle a eu un fils, Maxime Coggio né en 1990[réf. nécessaire].

## Théâtre
- 1973: L’intervention de Victor Hugo,  mise en scène Pierre Pradinas , au théâtre de l’Alliance Francaise
- 1975 : Le Légataire universel de Jean-François Regnard, mise en scène Jean Meyer, théâtre des Célestins
- 1977 : Les derniers de Gorki (mise en scène Lucian Pintilie) théâtre de la ville ;
- Arrête ton cinéma de Gérard Oury, mise en scène de l'auteur, théâtre du Gymnase
- 1979 : Neige de Romain Weingarten, mise en scène de l'auteur, théâtre de Poche Montparnasse
- 1983 : le maître et Marguerite de Boulgakov Mickael, mise en scène de Andreï Servan , théâtre de la ville
- 1997 : Les Variations Goldberg de George Tabori, mise en scène Daniel Benoin, Comédie de Saint-Étienne, Théâtre national de Chaillot en 1998
- 2000 : Les Monologues du vagin,  d'Eve Ensler, crées au théâtre de Poche à Bruxelles,  mise en scène Tilly, L'Européen puis au théâtre Fontaine.
- 2001 : Love de Murray Schisgal, mise en scène Michel Fagadau, comédie des Champs-Élysées
- 2002 : Les Couleurs de la vie d'Andrew Bovell, mise en scène Michel Fagadau, comédie des Champs-Élysées
- 2006 : Fragments d'elle(s), mise en scène Sally Micaleff, studio des Champs-Élysées
- 2006 : La Cantatrice chauve d'Eugène Ionesco, mise en scène Daniel Benoin, Théâtre national de Nice, tournée en 2008
- 2008-2009 : Après la répétition d'Ingmar Bergman, mise en scène Laurent Laffargue, théâtre de l'Athénée-Louis-Jouvet puis théâtre de la Commune
- 2011 : La Vérité de Florian Zeller, mise en scène Patrice Kerbrat, théâtre Montparnasse
- 2012 : Marie Antoinette d'Évelyne Lever, Théâtre Tête d'or (lecture)
- 2013 : La Vérité de Florian Zeller, mise en scène Patrice Kerbrat, tournée
- 2015 : On ne se mentira jamais d'Eric Assous, mise en scène Jean-Luc Moreau, Théâtre La Bruyère puis tournée.
- 2015 : Une tournée avec Colette, textes de Colette, adaptés par Gérald Stehr, lus avec accompagnement musical du Quatuor Ludvig
- 2016 : Petits crimes conjugaux d'Eric-Emmanuel Schmitt, mise en scène Jean-Luc Moreau, Théâtre Rive Gauche
- 2017 : Pleins Feux de Mary Orr, mise en scène Ladislas Chollat, théâtre Hébertot
- 2018-2019 : Pourvu qu'il soit heureux de Laurent Ruquier, mise en scène Steve Suissa, théâtre Antoine puis tournée.

## Filmographie

### Cinéma

#### Longs métrages
- 1977 : La Nuit de Saint-Germain-des-Prés de Bob Swaim
- 1981 : Les Fourberies de Scapin de Roger Coggio : Hyacinthe
- 1981 : Le Roi des cons de Claude Confortès : la femme à la terrasse
- 1981 : Signé Furax de Marc Simenon : Carole Hardy-Petit
- 1982 : Tête à claques de Francis Perrin : Sandrine « Zoé » Crispin-Vautier
- 1982 : L'Étoile du Nord de Pierre Granier-Deferre : Sylvie Baron
- 1982 : Paradis pour tous de Alain Jessua : Jeanne Durieux
- 1983 : Tout le monde peut se tromper de Jean Couturier : Albine Boisvert
- 1983 : L'Ami de Vincent de Pierre Granier-Deferre : Nathalie
- 1984 : Femmes de personne de Christopher Frank : Adeline
- 1984 : À coups de crosse (Fanny Pelopaja) de Vicente Aranda : Estefanía Sánchez / Fanny Pelopaja
- 1984 : Les Fausses Confidences de Daniel Moosmann : Marton
- 1985 : Monsieur de Pourceaugnac de Michel Mitrani : Julie
- 1985 : David, Thomas et les autres de László Szabó : Fodóné
- 1985 : Spécial Police de Michel Vianey : Julie
- 1986 : Golden Eighties de Chantal Akerman : Lili
- 1987 : Poussière d'ange d'Édouard Niermans : Martine
- 1987 : Le Journal d'un fou de Roger Coggio : Sophie - également productrice
- 1987 : Tant qu'il y aura des femmes de Didier Kaminka : Vanessa
- 1988 : Gros Cœurs de Pierre Joassin : Cléo Lemkowicz
- 1988 : Les Saisons du plaisir de Jean-Pierre Mocky : Hélène
- 1988 : À gauche en sortant de l'ascenseur d'Édouard Molinaro : Florence Arnaud
- 1989 : La Folle Journée ou le Mariage de Figaro de Roger Coggio : Suzanne - également productrice
- 1991 : Les Clés du paradis de Philippe de Broca : Isabelle
- 1996 : La Dérive (Pandora) d'António da Cunha Telles : Elsa
- 1997 : L'Homme idéal de Xavier Gélin : Claire
- 1997 : Ça reste entre nous de Martin Lamotte : Agnès
- 1999 : Nos vies heureuses de Jacques Maillot : la mère de Cécile
- 2001 : Mortel Transfert de Jean-Jacques Beineix
- 2001 : La Fille de son père de Jacques Deschamps : Élisabeth
- 2001 : Change-moi ma vie de Liria Bégéja : Nadine
- 2002 : Vivante de Sandrine Ray : Marie
- 2002 : Single Again de Joyce Buñuel
- 2004 : Mariage mixte d'Alexandre Arcady : Luce Zagury
- 2007 : Dialogue avec mon jardinier de Jean Becker : Hélène
- 2007 : Le Temps d'un regard de Ilan Flammer : Agnès
- 2007 : La Chambre des morts d'Alfred Lot : Madame Hennebelle
- 2008 : Tu peux garder un secret ? d'Alexandre Arcady : Charlotte Grimaux
- 2011 : Le Jour de la grenouille de Béatrice Pollet : Catherine Brahé
- 2013 : Les Beaux Jours de Marion Vernoux : Chantal
- 2017 : À deux heures de Paris de Virginie Verrier : la mère de Sidonie
- 2018 : Moi et le Che de Patrice Gautier : Ingrid
- 2019 : Online Billie de Lou Assous : Suzanne
- 2023 : Toi non plus tu n'as rien vu de Béatrice Pollet : Emilie Morel

#### Courts métrages
- 2001 : L'Assurance est un plat qui se mange froid de Daniel Jenny
- 2003 : Mes cendres d'Olivier Slimani
- 2004 : Alea Jacke Est ! de Daniel Jenny
- 2013 : À dimanche prochain de Laure-Elie Chénier-Moreau

### Télévision
- 1977 : Histoire de la grandeur et de la décadence de César Birotteau de René Lucot
- 1977 : L'Eau sale de Raymond Rouleau : Oise
- 1978 : Les Eygletière de René Lucot : Valérie de Chaternay
- 1978 : Louis XI ou la Naissance d'un roi de Alexandre Astruc
- 1978 : Histoire du chevalier Des Grieux et de Manon Lescaut de Jean Delannoy : Manon Lescaut
- 1978 : Désiré Lafarge de Jean-Pierre Gallo (épisode : Pas de Whisky pour  Désiré Lafarge)
- 1982 : Les Enquêtes du commissaire Maigret de Jean-Paul Sassy : Odette Vivien (épisode Maigret et l'Homme tout seul)
- 1988 : Un cœur de marbre de Stéphane Kurc : Angélique Descluse
- 1989 : Nick chasseur de têtes de Jacques Doniol-Valcroze : Eva
- 1991 : Le Manège de Pauline de Pierre Lary : Jeanne
- 1992 : Fou de foot de Dominique Baron : Marie-Jo Lagarde
- 1992 : Séparément vôtre de Michel Boisrond : Claire
- 1994 : Tempêtes de Gilles Béhat : Anne Bergson
- 1994 : L'Immeuble de Gilles Béhat : Inès
- 1995 : Les hommes et les femmes sont faits pour vivre heureux… mais pas ensemble de Philippe de Broca : Maurane / Catherine
- 1995 - 1999 : Anne Le Guen (8 épisodes)
- 1997 : La Femme du pêcheur de Dominique Cheminal: Jeanne
- 1997 : En danger de vie de Bruno Gantillon : Jacqueline
- 1997 : La Voisine de Luc Béraud : Isabelle Decourt
- 2000 : La Canne de mon père de Jacques Renard : Cécile Bertoux
- 2001 : Salut la vie de Daniel Janneau : Charlotte
- 2003 : Poil de carotte de Richard Bohringer : Madame Lepic
- 2004 : Moments de vérité de Bruno Carrière : Jeanne
- 2004 : Nos vies rêvées de Fabrice Cazeneuve : Jeannette Tuille
- 2005 : Trois femmes… un soir d'été de Sébastien Grall : Cathy Layrac
- 2006 : Granny Boom de Christiane Lehérissey : Marion
- 2006 : Au secours, les enfants reviennent ! de Thierry Binisti : Marianne
- 2006 : Le Sang des fraises de Manuel Poirier : Josiane
- 2006 : L'Enfant du secret de Serge Meynard : Marie de l'Epée
- 2007 : Supergranny.com de Christiane Lehérissey : Marion
- 2007 : Mystère de Didier Albert : Anne de Lestrade
- 2008 : Le Gendre idéal d'Arnaud Sélignac: Mirabelle
- 2009 : Comme un jeu d'enfants de Daniel Janneau : Fanny Dumont
- 2009 : Entre mère et fille de Joëlle Goron : Hélène
- 2010 : Le Gendre idéal 2 d'Arnaud Sélignac : Mirabelle
- 2010 : Elle s'appelait Simone Signoret de Christian Lamet et Nicolas Maupied : elle-même (documentaire)
- 2011 : Jusqu'au bout du monde de Gilles de Maistre : Margot
- 2012 : Les Pieds dans le plat de Simon Astier : Judith Alban Stern
- 2013 : Le Bal des secrets de Christophe Barbier : Alice
- 2014 : Interventions de Éric Summer : Mathilde Krantz, chef de service
- 2016 : Candice Renoir : Magda Muller (saison 4, épisodes 5 : Loin des yeux, loin du cœur et 6 : Telle mère, telle fille)
- 2017 : Scènes de ménages, enfin à la montagne ! : Agnès (invitée)
- 2018 : Papa ou maman de Frédéric Balekdjian : Danielle Desailly
- 2020-en cours : César Wagner d'Antoine Garceau : Marie-Ange Wagner, maire de Strasbourg
- 2020 : Au-dessus des nuages de Jérôme Cornuau : la mère de Dorine
- 2021 : Fugueuse de Jérôme Cornuau : Françoise
- 2022 : Cassandre de Pascale Guerre : Eva Delmont (saison 6, épisode 3 : Les sentiers de la mort)
- 2023-2025 : Scènes de ménages : Christine (personnage récurrent)
- 2024 : Rien ne t'efface de Jérôme Cornuau
- 2024 : Les Mystères du Clos des Lilas de Lorenzo Gabriele : Catherine Lidman
- 2024 : Cette nuit-là de Myriam Vinocour  : Louise verdier
- 2026 : Les Aventurières de Léa Fazer

## Voix off
- 2001 : Brocéliande ou la Légende d'un monde disparu de Daniel Jenny
- 2005 : Le Triporteur de Belleville : Narratrice de l'épilogue

## Radio
- 2010 : Comme du cristal de Freddy Woets dans Dormir debout (Nuits noires, nuits blanches), France Inter : Rosa

## Publication
- 2015 : Préface de Carmen Maria Vega, biographie officielle de Pierre-Yves Paris - sortie le 13 octobre (F2F Music Publishing).

## Audiolivres
- 2009 : L'Arrache-cœur de Boris Vian
- 2003 : L'amie de Madame Maigret de Georges Simenon.

## Distinctions

### Décorations
- Chevalier de l'ordre des Arts et des Lettres en mars 2017[4].

### Récompenses
- César 1983 : César de la meilleure actrice dans un second rôle pour L'Étoile du Nord.

### Nomination
- 2015 : Molière de la comédienne dans un spectacle de théâtre privé pour On ne se mentira jamais !